# William Morris (ontwerper)

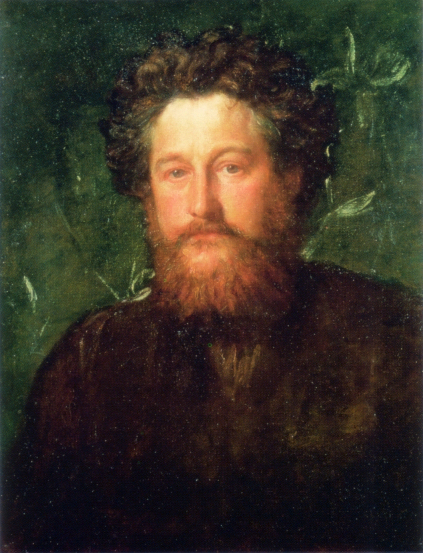
William Morris

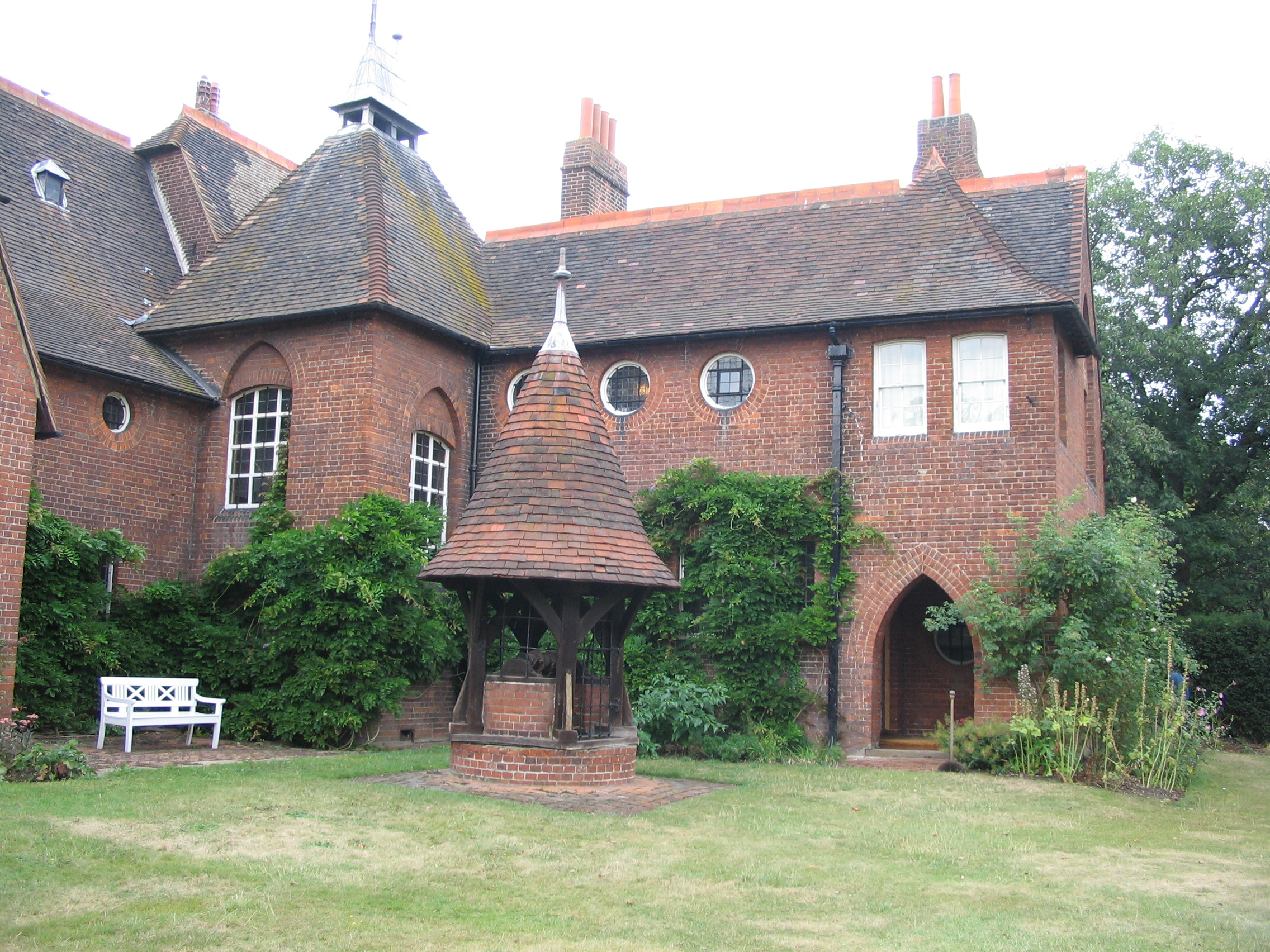
The Red House in Bexleyheath - woning van William & Jane Morris

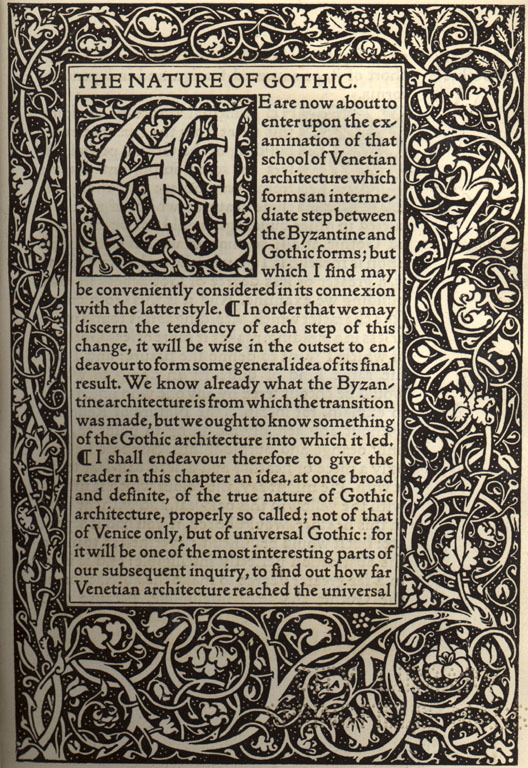
Eerste pagina van The Nature of Gothic door John Ruskin, uitgevoerd door the Kelmscott Press.

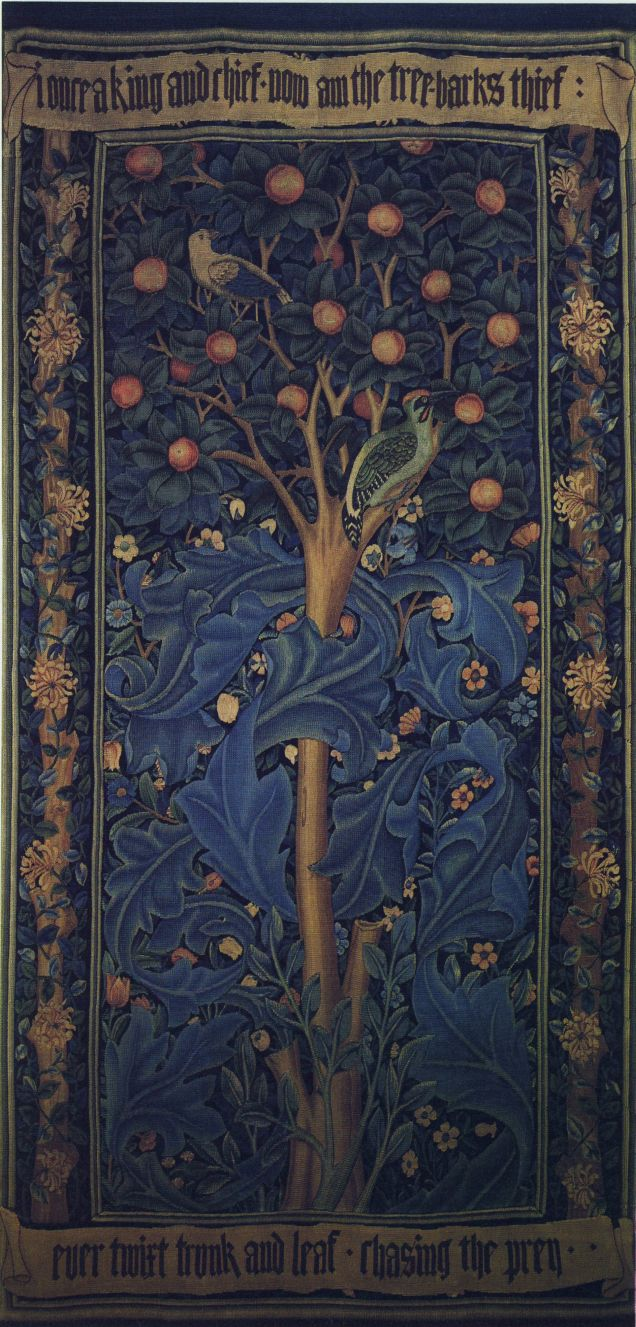
Het zogenaamde Woodpecker Tapestry van William Morris waar inspiratie vanuit de gotiek uit blijkt, plm. 1885

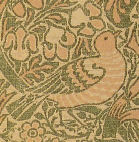
Detail Dove and Rose

William Morris (Walthamstow, Londen, 24 maart 1834 – Londen, 3 oktober 1896) was de belangrijkste ontwerper en utopisch denker van het 19e-eeuwse Engeland. Hij wordt algemeen beschouwd als de grondlegger van het fantasy-genre. Hij is vooral bekend als de geestelijke vader van de arts-and-craftsbeweging. Hij was een veelzijdig man: hij was betrokken bij literatuur, het ontwerpen, drukken en uitgeven van boeken, het ontwerpen van behang, textiel, tegels, tapijten, meubilair, glas in lood en interieurs.

## Korte biografie
Morris studeerde klassieke talen aan Exeter College, Universiteit van Oxford. In zijn jonge leven wilde Morris eigenlijk geestelijke worden. Door de invloed van de geschriften van Thomas Carlyle, Kingsley en John Ruskin besloot hij toch als kunstenaar door het leven te gaan.
In 1859 ontwierp en bouwde hij, samen met zijn vriend Philip Webb, The Red House in Londen, speciaal voor zijn vrouw, Jane Burden. De muurdecoraties en glas-in-loodramen werden gemaakt door Edward Burne-Jones. Morris woonde er maar vijf jaar: wegens financiële problemen moest hij met zijn gezin verhuizen. In 1861 startte hij Morris & Company.
Vanaf 1890 hield hij zich meer met typografie en druktechnieken bezig. In die periode bestudeerde hij de wiegendruk. Beïnvloed door deze werken ontwierp hij onder andere het lettertype Golden Typeface.
In januari 1891 startte hij de The Kelmscott Press in Hammersmith, Londen. Hij wilde goede voorbeelden produceren van innovatief design van boeken. De boeken werden met extreme zorgvuldigheid ontworpen en prachtig gedecoreerd, waardoor de creatie van de boeken zeer arbeidsintensief was. The Kelmscott Press was een van de bekendste van de arts-and-craftsbeweging. 
Een van de bekendste en waarschijnlijk mooiste boeken van The Kelmscott Press is hun versie van The Works of Geoffrey Chaucer, geïllustreerd door Edward Burne-Jones. The Kelmscott Press bestond tot 1898, en hoewel ze maar 53 boeken produceerden, waren ze een grote inspiratie voor latere privédrukkerijen (onder andere The Doves Press).
In juni 1896 werd Morris ziek, en op 3 oktober van dat jaar overleed hij in Hammersmith.

## Morris als ontwerper
Voorwerpen die industrieel gecreëerd werden waren in zijn ogen van slechte kwaliteit en zielloos. Hij was dan ook voorstander van een heropleving van het ambacht. Hij probeerde dit te realiseren door een werkgemeenschap op te richten op basis van de middeleeuwse gildes Morris & Company. Deze firma vormde een platform voor verscheidene middeleeuwse ambachten, waaronder het ontwerpen van glasramen, het maken van meubilair, borduurwerk, behangsels, ...
Morris was eveneens vernieuwend op het gebied van marketing. De showroom in Londen van Morris & Company was een van de eerste staaltjes van etalagekunst: de artikelen die er stonden werden visueel aantrekkelijk gecombineerd.
Aangezien Morris voorstander was van een volksgerichte kunst richtte hij zijn aandacht uitsluitend op de toegepaste kunsten, want het vervaardigen van dagelijkse gebruiksvoorwerpen was veel minder elitair dan de schilderkunst, die uitsluitend voor de rijke upper class interessant was. Het feit dat zijn ambachtelijk gecreëerde voorwerpen te duur waren voor het gewone volk bezorgde hem dan ook heel wat frustraties.
De vorm van een voorwerp moest voor Morris verbonden zijn met de functie ervan. Hij pleitte voor kwalitatieve producten en richtte daarom verscheidene organisaties op, waarvan de Arts & Craft Exhibition Society ongetwijfeld de belangrijkste was.
Hij stond afkerig tegenover de massaproductie, en zijn oproep tot herwaardering van het ambacht, het handwerk en het vakmanschap, had een grote invloed op nieuwe kunstnijverheidsstromingen in heel West-Europa, waaronder de arts-and-craftsbeweging. Aan zijn firma Morris, Marshall, Faulkner & Co waren veel gerenommeerde kunstenaars verbonden.
Tussen 1891 en oktober 1896 produceerde de Kelmscott Press 42 boeken. Na het overlijden van Morris zetten zijn medewerkers de pers nog anderhalf jaar in werking om de elf uitgaven waarmee Morris was begonnen te voltooien.
Van de in kleine oplagen verschenen uitgaven werd één exemplaar opgeborgen in een eikenhouten kastje, dat in het atelier van Morris was gemaakt. Dit kastje bevat 53 uitgaven in 66 banden in de oorspronkelijke perkamenten of halflinnen banden.
Het kastje, dat is gesigneerd Morris & Co. 449 Oxford St. W, werd in 1954 door de Koninklijke Bibliotheek van Nederland (KB) voor 900 pond aangekocht.
De KB gaf de kast met boeken in permanente bruikleen aan het Museum Meermanno. Daarmee beschikt dit museum als enige in Nederland over een complete collectie van de Kelmscott Press. Zelfs in Europa is dat heel zeldzaam.

## Morris als socialist
Morris' negatieve visie op de industrialisering vertaalde zich ook in politiek engagement. Hij creëerde een socialistisch systeem ter vervanging van het kapitalisme. Dit systeem was, onder invloed van Ruskin, voornamelijk op kunst gericht. Morris verlangde naar een kunst die voor en door het volk gemaakt werd. Hij was echter realistisch genoeg om in te zien dat het gewone volk zich geen ambachtelijk gecreëerde voorwerpen kon veroorloven. Hij probeerde dit gedeeltelijk te compenseren door in goede werkomstandigheden te voorzien voor de arbeiders in zijn ambachtelijke atelier. Zijn ideaal was echter een maatschappij zonder klassenonderscheid. Hij was in dat opzicht een marxist, hoewel hij meer aandacht had voor de geschiedkundige visies van Marx dan voor diens politiek-economische principes.
In Nederland kwamen Morris' socialistische ideeën vooral tot uiting in het literair tijdschrift De Kroniek, dat bestond van 1895 tot 1907. Zij vormden in die jaren een inspiratiebron voor Henriette Roland Holst.

## Morris als uitgever en schrijver
Als reactie op de lage kwaliteit van industrieel gedrukte boeken richtte hij een eigen uitgeverij op, de Kelmscott Press. Hij probeerde op die manier kwaliteitsvolle boeken te creëren. Die boeken werden met veel zorg vervaardigd. Zo creëerde hij zelf de lettertypes, aangepast aan de vormgeving van het boek. Zijn uitgeverij werd bijzonder populair en kreeg dan ook navolging in de rest van Europa.
William Morris schreef ook zelf boeken, waaronder The Well at the World's End. Men beschouwt dit boek als de eerste echte fantasyroman. Het gaat over een soort queeste die zich afspeelt in een verzonnen, middeleeuws aandoende wereld.
Morris schreef ook een vertaling van een Oudnoorse sage, The Story of Sigurd the Volsung and the Fall of the Niblungs. In News from nowhere schetst hij een land waar geen beroepspolitici meer zijn. Het parlementsgebouw krijgt een andere functie: het wordt een opslagplaats voor mest.
Morris doneerde veel van zijn werken aan de Somerville College Library.

### Vertalingen
- Grettis Saga: The Story of Grettir the Strong samen met Eiríkur Magnússon (1869)
- The Story of Gunnlaug the Worm-tongue and Raven the Skald samen met Eiríkur Magnússon (1869)
- The Völsunga Saga: The Story of the Volsungs and Niblungs, with Certain Songs from the Elder Edda samen met Eiríkur Magnússon (1870)
- Three Northern Love Stories, and Other Tales samen met Eiríkur Magnússon (1875)
- The Aeneids of Virgil Done into English (1876)
- The Odyssey of Homer Done into English Verse (1887)
- Of King Florus and the Fair Jehane (1893)
- The Tale of Beowulf Done out of the Old English Tongue (1895)
- Old French Romances Done into English (1896)

Sommige werken van Morris zijn ook in het Nederlands vertaald, bijv.
- Kunst en maatschappij. Lezingen van William Morris, vertaald door M. Hugenholz-Zeeven en van een levensschets voorzien door Henri Polak. Amsterdam : A.B. Soep, 1903.[1]